# تلخيص المفتاح
تلخيص المفتاح. كتاب في المعاني والبيان، صنفه الشيخ الإمام جلال الدين محمد بن عبد الرحمن القزويني الشافعي المعروف بخطيب دمشق، وهو متن مشهور، تلخيص للقسم الثالث من كتاب مفتاح العلوم الذي صنفه الإمام السكاكي.
ذكر أن : القسم الثالث من مفتاح العلوم للسكاكي أعظم ما صنف في علم البلاغة نفعا،ولكن كان غير مصون عن الحشو والتطويل فصنف هذا (التلخيص ) متضمنا ما فيه من القواعد ورتب : ترتيبا أقرب تناولا من ترتيبه وأضاف إلى ذلك : فوائد من عنده، وهو على :
- مقدمة وثلاثة فنون:
- الفن الأول: علم المعاني، وفيه: ثمانية أبواب:
  - الأول : أحوال الإسناد.
  - الثاني : أحوال المسند إليه.
  - الثالث : أحوال المسند.
  - الرابع : أحوال متعلقات الفعل.
  - الخامس: القصر.
  - السادس : الإنشاء.
  - السابع : الوصل.
  - الثامن : والإيجاز والإطناب والمساواة.
- الثاني : علم البيان، وفيه أقسام : التشبيه والاستعارة والكناية.
- الثالث : علم البديع.[1]

## وصلات خارجية
- 2- المطول شرح تلخيص المفتاح - التفتازاني - ت: عبدالعزيز السالم وأحمد السديس - مكتبة الرشد على يوتيوب.